# Caundle Marsh
Caundle Marsh – osada w Anglii, w hrabstwie Dorset. Leży 25 km na północ od miasta Dorchester i 176 km na zachód od Londynu.